# Lower Daggons
Lower Daggons est un hameau dans le district de  New Forest dans le comté du Hampshire, en Angleterre. 

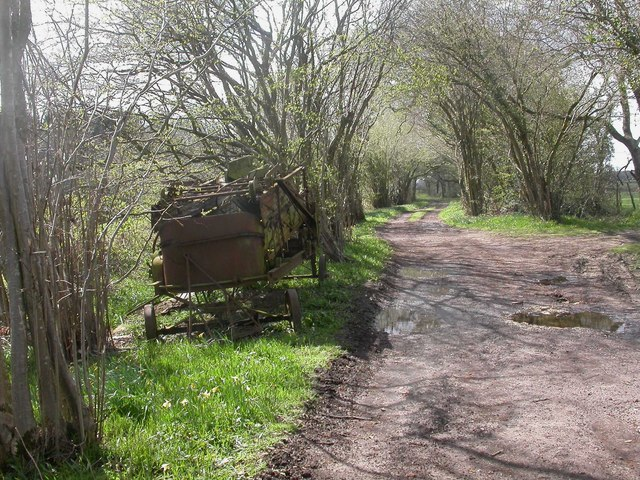
Cimetière du machinisme agricole, chemin de Lower Daggons à Daggons.

## Vue d'ensemble
Lors du recensement de 2011, la poste a affirmé que la population était incluse dans la paroisse civile de Damerham. 
Le hameau se trouve près de la frontière du Hampshire - Dorset. Il se situe à environ 6 km du nouveau parc national New Forest.